# Verspieltes Leben
Pour plus de détails, voir Fiche technique et Distribution.
Verspieltes Leben (en français Vie perdue) est un film allemand réalisé par Kurt Meisel, sorti en 1949.

## Synopsis
Ulyssa, une jeune femme pleine de vie, est mariée au Landrat Friedrich von Siebenmühlen. Le couple vit en 1914 dans une ville d'Allemagne du Nord. Ulyssa, qui s'est soumise aux conventions au moment du mariage, a envie d'être émancipée. Elle voit beaucoup de jeunes hommes, mais c'est tout. Dans le cercle du couple, il y a Stefan Marbach. Ulyssa ressent de l'attirance pour lui, de même pour Marbach. Ils ont l'impression de se correspondre parfaitement.
Au cours d'une réunion de société chez les Siebenmühlen, Ulyssa confie à Marbach qu'elle s'inquiète que son père fasse des choses stupides. En même temps, le père d'Ulyssa demande à son gendre une fois de plus son aide parce qu'il est impliqué dans une faillite. Il se présente devant le Conseil que préside Siebenmühlen avec une arme à feu avec laquelle il annonce vouloir se suicider. Peu après, Ulyssa se rend sur sa tombe. Puis elle croise Kurt von Ellmer, avec qui elle a eu un flirt qui s'est fini quand celui-ci a tiré sur un rival.
Ulyssa et Stefan font une promenade quand les enfants leur annoncent qu'il y a la guerre. Dans une petite chapelle, ils font une prière silencieuse, Stefan récite le poème Guerre et Paix de Detlev von Liliencron.
Les hommes de la vie d'Ulyssa sont enrôlés. Friedrich von Siebenmühlen meurt en décembre 1914. Peu de temps avant la fin de la guerre Ulyssa veut convaincre Stefan de déserter, la guerre est perdue de toute façon et il risque de tomber encore dans les derniers jours de la guerre. Elle parle d'un avenir ensemble, Stefan n'a pas d'espoir et la repousse. Le pressentiment d'Ulyssa a lieu, Stefan tombe.
Après une période de désespoir, Ulyssa étouffe dans la ville, elle part pour une ville plus petite. Elle rencontre Karli Reindl, un marchand de Vienne riche et charmant, dont elle tombe amoureuse et qu'elle épouse. Il lui donne tout ce qu'elle veut, dont le palais propriété de la famille von Wittelsberg depuis 300 ans. Ulyssa ne se demande pas d'où vient l'argent. Tout ce qu'elle sait, c'est qu'il s'agit du commerce d'armes.
Mais un jour à Vienne, Ulyssa tombe sur Stefan. Il lui explique avoir eu de la chance et qu'il dirige maintenant une école de garçons. Ce sont des retrouvailles aigre-doux. Stefan croit qu'elle a préféré vivre avec un homme riche en attendant lui. Ulyssa, qui voudrait se débarrasser de Ferdinand, le fils du premier mariage de Karli, décide de confier Ferdinand à Stefan et va en Suisse. Elle espère voir ce que sont maintenant leurs sentiments. Ce que Stefan pensait d'Ulyssa se confirme pour lui.
Le temps passe et puis vient le jour où, lors d'un magnifique bal masqué, Reindl met fin à ses jours, car il est ruiné. Ulyssa n'a plus d'argent. Elle ne veut pas que Ferdinand souffre, elle maintient sa scolarité et donne de Stefan la figure d'un père. Elle donne des cours de piano et parvient à sortir la tête de l'eau.
Un an et demi après. Ferdinand a son diplôme, cependant Ulyssa peine à avoir de l'argent pour aller en Suisse. Mais elle se rend compte que Ferdinand la méprise. Ulyssa n'a plus de sens dans sa vie et une lettre d'adieu à Ferdinand et à Stefan. Ils se précipitent immédiatement à son chevet. Stefan réalise combien Ulyssa a toujours signifié pour lui et qu'elle est la seule femme qu'il a toujours aimée. Ferdinand est profondément préoccupé, car il ignore pourquoi sa mère ne vient pas le voir.
Ulyssa ferme les yeux. Ses pensées de l'été 1914 ressortent violemment, quand elle avait une liaison avec Stefan. Elle sent qu'elle a perdu sa vie.

## Fiche technique
- Titre : Verspieltes Leben
- Réalisation : Kurt Meisel assisté de Toni Schelkopf et d'Adolph Schlyssleder
- Scénario : Kurt Meisel, Gerhard Menzel
- Musique : Mark Lothar
- Direction artistique : Robert Herlth, Ludwig Reiber
- Costumes : Charlotte Flemming
- Photographie : Konstantin Irmen-Tschet
- Son : Hans Wunschel
- Montage : Adolph Schlyssleder (de)
- Producteur : Georg Richter
- Société de production : Camera-Filmproduktion
- Société de distribution : Anton E. Dietz-Filmverleih, Norddeutscher Filmverleih Adolf Bejöhr
- Pays d'origine :  Allemagne de l'Ouest
- Langue : allemand
- Format : Noir et blanc - 1,37:1 - 35 mm
- Genre : Drame
- Durée : 85 minutes
- Dates de sortie :
  -  Allemagne de l'Ouest : 27 septembre 1949.
  -  Autriche : 11 novembre 1949.

## Distribution
- Brigitte Horney : Ulyssa von Siebenmühlen
- Axel von Ambesser : Stefan Marbach
- Kurt Meisel : Karli Reindl
- Kurt Waitzmann : Landrat Friedrich von Siebenmühlen
- Edith Schultze-Westrum : Elisabeth von Kanzler
- Erich Ponto : Le professeur de mathématiques
- Hans Quest : Kurt von Ellmer
- Paul Hoffmann : Colonel Peerenboom
- Rolf Moebius : Lieutenant Dieter Lorenzen
- Fritz Reiff : Le pasteur Gundermann

## Source de traduction
- (de) Cet article est partiellement ou en totalité issu de l’article de Wikipédia en allemand intitulé « Verspieltes Leben » (voir la liste des auteurs).